# Juárez-kartellet
Juárez-kartellet (Cártel de Juárez) er en mexikansk kriminel organisation som driver narkotikahandel. Kartellet har base i Ciudad Juárez i delstaten Chihuahua. Kartellet er blevet en del af alliancen la Alianza del Triángulo de Oro («Guldtrekantens triangel»).
| Kriminalitet | Spire Denne artikel om kriminalitet er en spire som bør udbygges. Du er velkommen til at hjælpe Wikipedia ved at udvide den. |